# Medienimperialismus
Medienimperialismus ist ein politisches Schlagwort und kritisiert einen zu großen Einfluss der westlichen (insbesondere der US-amerikanischen) Medien weltweit. In neuerer Zeit wird das Schlagwort auch zur Kritik der Globalisierung in Bezug auf die weltweiten Massenmedien verwendet.

## 1960er bis 1989
Mit dem Beginn der Entkolonialisierung kam das Schlagwort des Medienimperialismus auf. Ein neuer Typus des Imperialismus trete so auf; viele Nationen hätten das Nachsehen gegenüber den Medienprodukten einiger der mächtigsten Länder oder Unternehmen, kritisierten die Diktaturen der Dritten Welt und des Ostblocks. Als Gegenmaßnahme wurde eine „neue“ Weltinformationsordnung gefordert, also die Stärkung lokaler Medien gegenüber derer der ehemaligen Kolonialmächte. Faktisch verbarg sich hinter dieser Forderung der Wunsch nach Zensur.

## Globalisierung
Mit dem Zusammenbruch des Ostblocks brach die Diskussion einer neuen Weltinformationsordnung, die den Medienimperialismus beenden sollte, ab. Mit dem Beginn der Globalisierungskritik wurde das Schlagwort neu aufgegriffen und mit neuen Schwerpunkten von den Gegnern der Globalisierung diskutiert.
Diese formulierten die Hypothese, dass multinationale Medien-Konglomerate stark wachsen und mächtiger würden und dass das Überleben für kleine lokale Medien-Outlets zunehmend schwieriger würde. Zu den wichtigsten Autoren auf diesem Gebiet gehören Noam Chomsky, Ben Bagdikian, Edward S. Herman und Robert W. McChesney.
Die US-amerikanische Corporate-Media-Berichterstattung würde demnach die Pressefreiheit einschränken. Der Verlust der (journalistischen) Integrität sei unter Großkonzern-geführten Medien-Giganten eine ernsthafte Gefahr. Kombiniert mit der Kontrolle des Informationsflusses reduziere diese Tatsache die Fairness und Richtigkeit von Nachrichten.

### Pressekonzentration
Nach diesen Hypothesen sei Medienimperialismus jedoch nicht immer nur ein Phänomen auf internationaler Ebene. Wenn ein einziger Konzern alle Medien eines Landes kontrolliere, liegt auch eine nationale Form eines Medienimperialismus vor. Ländern wie Italien und Kanada wird des Öfteren das Vorhandensein einer imperialen Medienstruktur vorgeworfen, basierend auf der Tatsache, dass ein Großteil ihrer Medienanstalten von einem Konzern oder von einem Besitzer (Silvio Berlusconi) kontrolliert wird. Ein weiteres Schlagwort für diese Pressekonzentration ist Mediendiktatur.